# Utsikt minus innsikt gir tilnærmet blindhet fra toppen av pyramiden
Utsikt minus innsikt gir tilnærmet blindhet fra toppen av pyramiden är ett musikalbum med Halvdan Sivertsen, hans andra studioalbum. Albumet utgavs som LP (vinyl) och kassett 1975 av skivbolaget Experience Records.

## Låtlista
Sida 1
1. "Verdensvisa" – 2:31
2. "Berøringslåt" – 3:04
3. "Avvisevise til Gro" – 2:44
4. "Rock'n språk" – 2:47
5. "Etterpå" – 4:16
6. "Sound of music" – 2:58

Sida 2
1. "Intro" – 1:13
2. "Ennå er vi menn alle menns blad eller omvendt" – 2:23
3. "Tyven slipper ut" – 2:37
4. "Lars og Lotte (del II) og jeg" – 4:26
5. "Utsikt minus innsikt gir tilnærmet blindhet fra toppen av pyramiden" – 8:53

- Alla låtar skrivna av Halvdan Sivertsen.

## Medverkande
Musiker
- Halvdan Sivertsen – sång, gitarr, piano, moog synthesizer, arrangement
- Georg Davidsen – gitarr
- Terje Nilsen, Olav Strømhylden, Egil Ravnå – basgitarr
- Frank Marstokk – trummor, percussion
- Trond Carlsen – dragspel
- Atle Rise – piano
- Svein Hovdkinn, Arnold Kvistvik – violin
- Sigbjørn Ekle – viola
- Unn Synnevåg – horn
- Finn Hauge, Skjalg Wika, Pål Kristensen – trumpet
- Svein Wivestad, Arvid Marthinsen – trombon
- Magne Synnevåg – altsaxofon
- Ronald Almås – saxofon
- The Desperado Swingers – körsång
- Magda Grydeland, Hjørdis Krogh, Gunvor Hustoft, Ole Hustoft, ? Landbakk – körsång
- Reidar Paulsen – moog

Produktion
- Nils Øybakken – musikproducent, ljudtekniker, fotograf
- Halvdan Sivertsen – musikproducent
- Tor Kvarv, Knut Eide – omslagskonst, omslagsdesign